# Åsele kommun
Åsele kommune ligger i länet Västerbottens län i landskapet Lappland. Kommunen grænser til nabokommunerne Dorotea, Vilhelmina, Lycksele og Bjurholm i Västerbottens län og til kommunene Örnsköldsvik og Sollefteå i Västernorrlands län. Kommunens administration ligger i byen Åsele.

## Geografi
Kommunen har et kuperet skovlandskab med mange søer og moser. Ångermanälven løber gennem kommunen. I kommunen ligger Björnlandet Nationalpark. Riksväg 90 og 92 går gennem kommunen.

## Byer
Åsele kommune havde i 2005 to byer .
Indbyggere pr. 31. december 2005.
| #  | By       | Indbyggere |
| -- | -------- | ---------- |
| 1. | Åsele    | 1.920      |
| 2. | Fredrika | 254        |

## Eksterne kilder og henvisninger
1. ↑  Folkmängd i riket, län och kommuner 30 september 2012 och befolkningsförändringar 1 juli - 30 september 2012. Statistiska centralbyrån (30. september 2012).
2. ↑  Statistiska centralbyrån den 31. december 2005

- Åsele kommunes officielle hjemmeside

- Wikimedia Commons har flere filer relateret til Åsele kommun

64°10′N 17°21′Ø / 64.167°N 17.350°Ø